# Rhombozoer
Rhombozoer (eller Dicyemida) är en stam djur som lever som parasiter på bläckfiskar. Klassificeringen är inte helt okontroversiell. Stammen delas in i Conocyemidae och Dicyemidae. Storleken på djuren varierar från 0,1 till 9 mm. 